# Dragons Rhöndorf 1912
Der Dragons Rhöndorf 1912 e. V. ist ein Sportverein aus dem Bad Honnefer Stadtteil Rhöndorf.

## Geschichte
Am 1. September 1912 wurde der Dragons Rhöndorf 1912 e. V. als „Rhöndorfer TV 1912 e. V.“ gegründet. Die zunächst 65 Mitglieder mussten zu Beginn an geliehenen Geräten in Sälen von Hotels und Gaststätten in Rhöndorf und in der Garage des ehemaligen „Kurhauses Drachenfels“ turnen. Zum 50. Vereinsjubiläum 1962 begann der Bau der Sporthalle Mühlenweg in Rhöndorf, die 1967 fertiggestellt wurde und noch heute als eine der Trainingsstätten der Teams der Dragons Rhöndorf dient. Als Ergänzung zum Turnen erfolgte am 1. Januar 1969 die Gründung einer Basketball-Abteilung, als deren erster Abteilungsleiter Detlef Rickert fungierte. Im ersten Jahr gewann das Basketball-Team des RTV die Meisterschaft in der zweiten Kreisliga Köln und stieg in die erste Kreisklasse auf. In den folgenden Jahren folgten weitere Aufstiege bis in die Regionalliga.

## Basketball-Abteilung
Die Dragons Rhöndorf sind die Basketballabteilung des Dragons Rhöndorf 1912 e. V. Die erste Herrenmannschaft des Vereins spielt in der dritthöchsten nationalen Spielklasse ProB. Zwischen 1995 und 1999 spielte der Verein in der Basketball-Bundesliga (BBL) und wurde 1998 DBB-Vizepokalsieger. In den Jahren 1995 und 2001 wurden die Dragons Meister der 2. Basketball-Bundesliga und 2010 Meister der ProB.
Die erste Damenmannschaft spielt als „Talents BonnRhöndorf“ (Kooperation mit Basketballgemeinschaft Bonn 92) in der 2. Damen-Basketball-Bundesliga (2. DBBL).